# Labor improbus omnia vincit
Labor improbus omnia vincit (ч. „лабор импробус омнија винцит”) значи Упоран рад све побјеђује. (Вергилије)

## Поријекло изреке
Изрекао велики антички пјесник Вергилије.

## Краћи облик исте изреке
Labor omnia vincit (ч. „лабор омнија винцит”), што значи Рад све побјеђује. (Вергилије)

## Изрека на српском језику
На српском језику се каже: „У раду је спас.”

## Тумачење
Радом се заборављају проблеми и невоље. Његова моћ и важност за егзистенцију чине снагу која моћно удаљава од проблема.

## Изрека у пракси
Ова изрека је честа девиза разних професионалних и других удружења.